# Everlingen
Everlingen (luxemburgisch Iewerlengⓘ, französisch Everlange) ist eine Ortschaft der Gemeinde Useldingen im Westen Luxemburgs. Sie liegt am linken Ufer der Attert und zählt 550 Einwohner.
Das Ortsbild wird bestimmt von der Maximilianskirche, die 1864 geweiht wurde.